# Ujście, Braniewski
Ujście [ˈui̯ɕt͡ɕe] (tiếng Đức: Pfahlbude)  là một khu định cư ở quận hành chính của Gmina Braniewo, trong huyện Braniewski, Warmińsko-Mazurskie, ở miền bắc Ba Lan, gần biên giới với Kaliningrad của Nga. Nó nằm khoảng 8 kilômét (5 mi)   về phía tây bắc của Braniewo và 87 km (54 mi)     phía tây bắc của thủ đô khu vực Olsztyn.
Khu định cư có dân số 9 người.